# Цитаишвили, Климентий Лендинозович
Климентий (Коба) Лендинозович Цитаишвили (груз. კლიმენტი წიტაიშვილი; род. 5 января 1979, Тбилиси) — грузинский футболист, игравший на позиции нападающего.

## Карьера игрока
Футболом начал заниматься в «Динамо» (Зугдиди), в 18-летнем возрасте перешел в футбольную школу тбилисского «Динамо». Вместе с командой дважды выигрывал грузинский чемпионат. Выступал в клубах «Динамо» (Зугдиди), «Шевардени-1906» и «Колхети» (Поти).
В 2000 году уехал в Израиль, где выступал за «Хапоэль» (Ришон-ле-Цион). В следующем году перешел в «Бней-Иегуда», а через год оказался в «Хапоэль Цафририм» (Холон). В 2003 году перешел в «Черноморец» (Новороссийск), однако в российском чемпионате не играл, проведя за команду несколько игр в кубке Премьер-лиги
В 2003 году покидает Россию и переезжает на Кипр, где подписывает контракт с «Анортосисом». В составе этого клуба выступал в течение трех сезонов, помог клубу выиграть национальный чемпионат. Затем выступал за другие кипрские клубы, АЭЛ и АЭК (Ларнака)
В 2007 году вернулся в «Анортосис». В следующем году вместе с клубом из Фамагусты выиграл чемпионат Кипра. Летом того же года помог «Анотосису» первым среди кипрских команд пробиться в основную сетку Лиги чемпионов. С 2009 по 2010 год выступал в «Неа Саламина». Футбольную карьеру завершил в 2010 году.
В январе 2014 года возобновил карьеру в клубе «Зугдиди», за который выступал до завершения 2014 года.

## Личная жизнь
Сын, Георгий, также профессиональный футболист

## Достижения
«Динамо» (Тбилиси)
- Лига Эровнули
  - Чемпион (2): 1998, 1999
- Суперкубок Грузии
  - Обладатель (2): 1997, 1999

«Анортосис»
- Чемпионат Кипра
  - Чемпион (2): 2005, 2008